# Pod wiatr (singel)
Pod wiatr – singel polskiego piosenkarza Grzegorza Hyżego z jego drugiego albumu studyjnego, zatytułowanego Momenty. Singel został wydany 13 lipca 2016.
Kompozycja znalazła się na 2. miejscu listy AirPlay – Top, najczęściej odtwarzanych utworów w polskich rozgłośniach radiowych. Nagranie otrzymało w Polsce status potrójnie platynowego singla, przekraczając liczbę 60 tysięcy sprzedanych kopii.

## Geneza utworu i historia wydania
Utwór napisali i skomponowali Grzegorz Hyży, Karolina Kozak, Piotr Winnicki i Przemysław Puk.
Singel ukazał się w formacie digital download 13 lipca 2016 w Polsce za pośrednictwem wytwórni płytowej Sony Music Entertainment Poland. Kompozycja została umieszczona na drugim albumie studyjnym Grzegorza Hyżego – Momenty.

## „Pod wiatr” w stacjach radiowych
Nagranie było notowane na 2. miejscu w zestawieniu AirPlay – Top, najczęściej odtwarzanych utworów w polskich rozgłośniach radiowych.

## Teledysk
Do utworu powstał teledysk w reżyserii Anny Powierza, który udostępniono 21 lipca 2016 za pośrednictwem serwisu YouTube.
Wideo znalazło się na 5. miejscu na liście najczęściej odtwarzanych teledysków przez telewizyjne stacje muzyczne.

## Pozycje na listach airplay
| Kraj   | Lista             | Najwyższa pozycja |
| ------ | ----------------- | ----------------- |
| Polska | AirPlay – Top     | 2                 |
| Polska | AirPlay – Nowości | 4                 |
| Polska | AirPlay – TV      | 5                 |

## Certyfikaty
| Kraj          | Certyfikat         | Sprzedaż |
| ------------- | ------------------ | -------- |
| Polska (ZPAV) | 3x platynowa płyta | 60 000+  |